# Club Deportivo Beniel
El Club Deportivo Beniel es un club de fútbol de España, de la ciudad de Beniel (Murcia). Fue fundado en 1976 y juega en Preferente Autonómica de la Región de Murcia.

## Historia
Anteriormente, en 1928 se había fundado en la localidad el Atlético Beniel, primer club de fútbol del municipio. Este club desapareció en los años cincuenta.
El Club Deportivo Beniel fue fundado en 1976. Debutó en Tercera División en 1987. Compitió en esta categoría en las temporadas 87-88 a 89-90. En la 91-92 da la sorpresa al proclamarse campeón del Grupo XIII, sin embargo, no consiguió el ascenso, que fue a parar tras el play-off correspondiente a la UD Horadada. En la 92-93 finalizó 5.º, perdiendo la plaza de play-off en la última jornada. Desde la 93-94 a la 99-00 compitió en Tercera División por conseguir una plaza en Segunda División B
Volvió a competir en Tercera en las temporadas 02-03 y 06-07, volvió a descender y en la 08-09 consigue otra vez el ascenso, tantas son las veces que asciende y desciende que popularmente se le conoce como el equipo ascensor. Siguiendo la historia por temporadas del club amarillo en la 08-09 acaba en 8.ª posición haciendo una buena primera vuelta en la que se mantuvo en puestos de ascenso En la 09-10 acabó consiguiendo el típico objetivo de la permanencia quedando 14.º. Ese mismo número son las temporadas que suma ya en la máxima categoría del fútbol murciano, o la tercera división nacional de liga. En la temporada 12-13 el equipo consumó su vuelta a la categoría preferente tras el paso de los directivos belgas, los cuales crearon un gran alboroto e inestabilidad en el club. Tras quedar en parte media de la tabla en la temporada 13-14 en Preferente, el CD Beniel no consigue inscribirse en esta categoría para la temporada siguiente, viéndose obligado a caer a la Segunda Regional. En la 14-15, el CD Beniel queda 9.º en Segunda Regional, pero tras una serie de renuncias de otros equipos, consigue el ascenso a Primera Regional. En la temporada 15-16, el CD Beniel queda en 8.º puesto de la clasificación de Primera Regional, quedándose muy cerca de disputar la promoción de ascenso a Preferente. En la 16-17, el CD Beniel hace una temporada discreta en la Primera Regional, en la ocupó el 13.º puesto,consiguiendo salvarse del descenso varias jornadas antes del final de liga. En la temporada 17-18, el CD Beniel ha conseguido el ascenso a Preferente Autonómica y el título de liga tras una histórica temporada en la fue líder desde la primera a la última jornada y en la que cosechó varios récords del club como el mejor arranque liguero, el mayor número de partidos consecutivos marcando, el mayor número de partidos seguidos sin perder y el mayor número de partidos seguidos ganados..

## Uniforme
- Uniforme titular: Camiseta amarilla, pantalón azul y medias amarillas.
- Uniforme alternativo: Camisera roja, pantalón blanco y medias azules.

## Afición
El Frente Amarillo Ultras Beniel es un grupo ultra de la ciudad de Beniel, en la Región de Murcia. Nacen en el verano de 2013 para apoyar al equipo desde la grada, con el objetivo de volver a Tercera División. Están caracterizados por el extremismo a la hora de apoyar al CD Beniel.

## Estadio

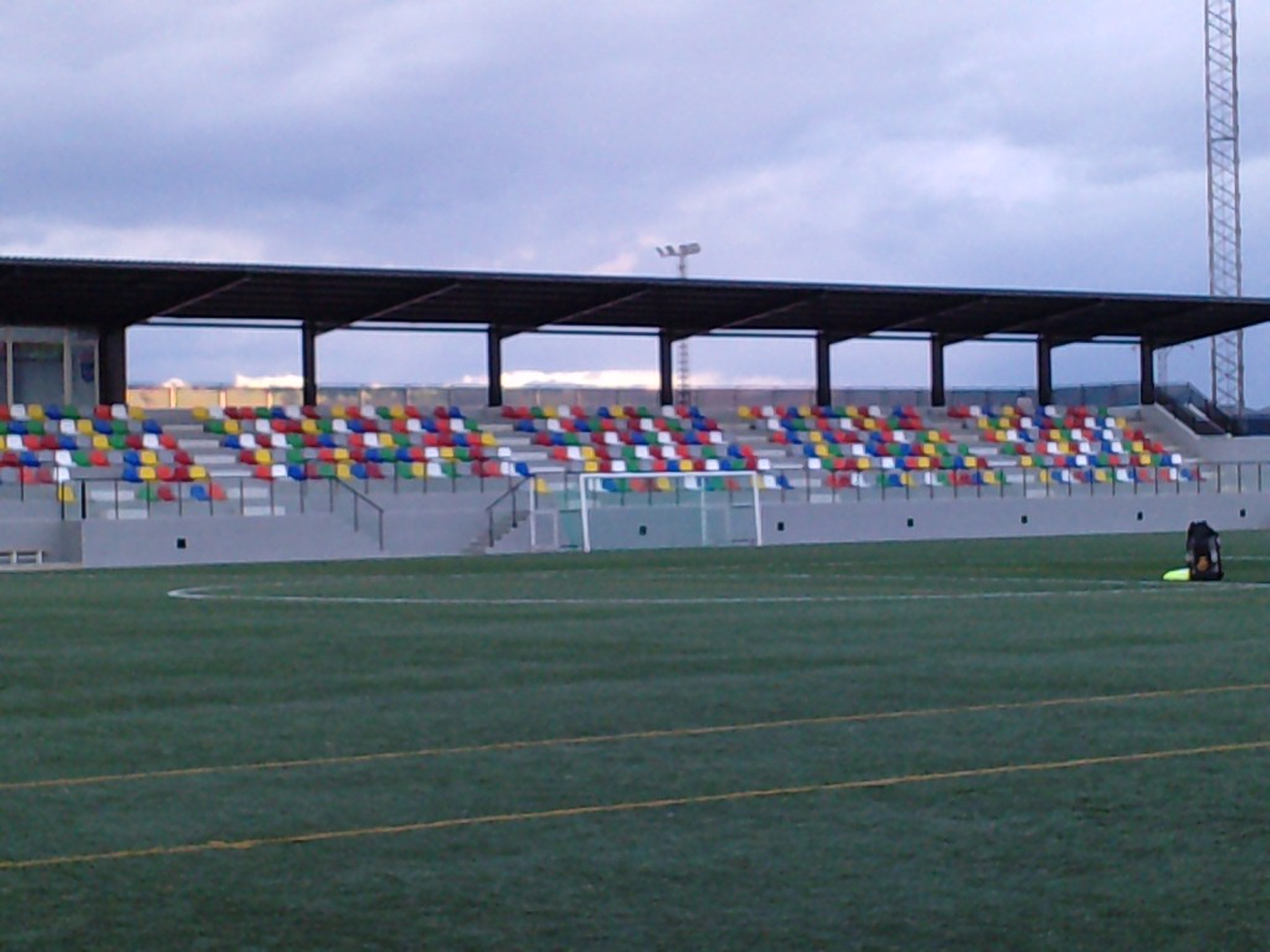
Vista del Nuevo Estadio Villa de Beniel.

El Nuevo estadio municipal Villa de Beniel fue construido en 2009 e inaugurado en 2010 en el mismo lugar del viejo estadio. Es el único estadio de fútbol de la localidad de Beniel. Además cuenta con una capacidad de 5500 espectadores repartidos de la siguiente forma:
- Tribuna: 1000 localidades aproximadamente.
- Preferencia: grada de pie.
- Fondo Sur: grada de pie.
- Fondo Norte: grada de pie.

En cuanto a servicios cuenta con 8 vestuarios, 1 palco acristalados, iluminación, megafonía, 1 cantina y 1 campo anexo de césped artificial de última generación..

## Datos del club
- Temporadas en Primera División: 0.
- Temporadas en Segunda División: 0.
- Temporadas en Segunda División B: 0.
- Temporadas en Tercera División: 16.
- Mejor puesto en la liga: 1.º (Tercera División, temporada 1991-92).
- Peor puesto en la liga: 20.º (Tercera División, temporadas 1999-00 y 2006-07).

## Cronología de los entrenadores
- José Luis Belmonte (2011-2012)  España
- Enrique Hernández Abenza (2012-2012)  España
- Mario Barrera (2012-2012)  Argentina
- Francisco Casanova ''Chupi'' (2012-)  España
- José Luis Mellado (2014-15)  España
- Francisco Mariano Manzanares ''Manza'' (2015-16)  España
- Vicente Coll ''Moleta'' (2016-17)  España
- Rubén Nadal ''Ruza'' (2017-2021)  España
- César Álvarez Yepes (2021-2022)  España
- Eloy Robles Marín (2023-2024)  España

## Palmarés

### Torneos nacionales
- Tercera División de España (1): 1992.
- Campeonato Amistoso Regional (1): 2000